# Вандлевиль
Вандлеви́ль (фр. Vandeléville) — коммуна во французском департаменте Мёрт и Мозель региона Лотарингия. Относится к  кантону Коломбе-ле-Бель.

## География
Ванделевиль расположен в 33 км к юго-западу от Нанси. Соседние коммуны: Желокур и Лалёф на севере, Торе-Лиоте и Этреваль на северо-востоке, Доммари-Эльмон на востоке, Водемон, Пюльне и Фекокур на юго-востоке, Трамон-Лассю и Трамонт-Эми на юго-западе, Баттиньи на северо-западе.

## История
- На территории коммуны находятся следы галло-романской культуры.
- В 1097 году здесь был основан приорат от Сен-Леона Туля.

## Демография
Население коммуны на 2010 год составляло 206 человек.
| 1962 | 1968 | 1975 | 1982 | 1990 | 1999 | 2010 |
| ---- | ---- | ---- | ---- | ---- | ---- | ---- |
| 212  | 215  | 198  | 165  | 189  | 202  | 206  |

## Достопримечательности
- Замок XVIII века.
- Церковь XII века, сильно повреждена во времена Французской революции.